# Cải cách Tin lành ở Memmingen
Cuộc Cải cách Tin lành ở Memmingen bắt đầu vào năm 1513 với việc bổ nhiệm Christoph Schappeler với chức vụ chủ trì nhà thờ St. Martin ở  Memmingen, một chức vụ do gia đình Vöhlin tài trợ, và kéo dài đến năm 1563. Trong mười một năm đầu, cuộc Cải cách do người dân thúc đẩy. Trong Chiến tranh Nông dân, thành phố bị chiếm đóng bởi Liên minh Schwaben và buộc trở lại theo đạo Công giáo. Sau đó, Hội đồng Thành phố lại thúc đẩy Cải cách. Ban đầu được định hướng theo những lời dạy của Huldrych Zwingli, thành phố chỉ sau đó mới theo đạo Tin lành của Martin Luther.

## Cuộc sống trước khi cải cách

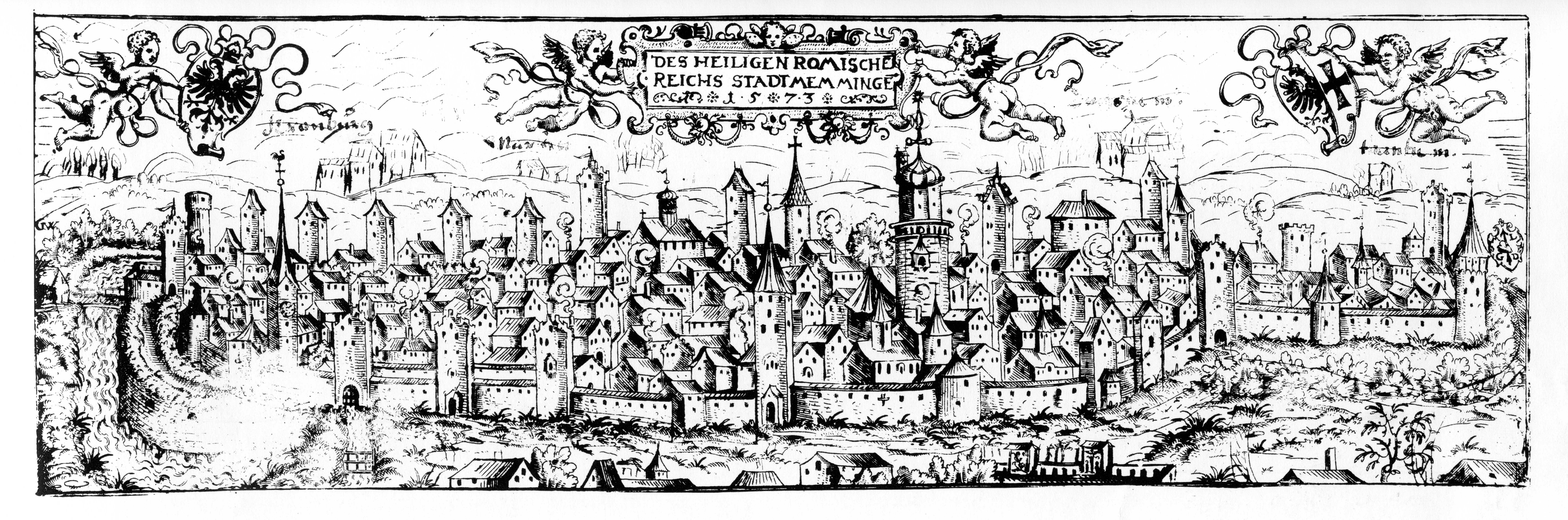
Memmingen từ phía Đông 1573

Memmingen có khoảng 5000 cư dân vào cuối thế kỷ 15 và do đó lớn như Freiburg im Breisgau. Nhiều thị trấn, làng mạc và ấp của khu vực xung quanh thuộc về thành phố, Quỹ Unterhospital hoặc những người giàu có ở Memmingen. Những người bảo trợ và các bang hội đã quyết định cùng với những Hội đồng lớn và nhỏ về số vận của thành phố đế chế tự do. Những người bảo trợ chủ yếu có tài sản lớn lao và có đủ thời giờ để chăm sóc các mối quan tâm ở thành phố. Hầu hết một người trong số họ là người quản lý tài chính và thị trưởng. Thành phố có ảnh hưởng đáng kể đến Liên minh Schwaben và hầu như luôn có đại diện trong Hội đồng Liên bang. Đó là lực lượng mạnh thứ ba trong chính quyền liên bang sau Ulm và Augsburg.

### Tình trạng kinh tế
Tình trạng kinh tế vào cuối thế kỷ 15, đầu thế kỷ 16 rất khó khăn ở khắp Oberschwaben. Nền kinh tế Memmingen, chủ yếu xuất khẩu, đi vào tình trạng suy thoái bắt đầu vào đầu thế kỷ 16. Vào năm 1450, có 13 người nộp thuế vẫn được xem là giàu có, chỉ còn có sáu người vào năm 1530. Số lượng những người vô sản tăng từ cùng thời kỳ từ 731 lên 1206. Nó thậm chí còn đen tối hơn đối với các thợ dệt: năm 1450 năm người vẫn có một tài sản đáng kể, nhưng không còn ai nữa vào năm 1530. Chính nghề này, chiếm phần lớn các thợ thủ công Memmingen, đã rơi vào một cuộc suy thoái đặc biệt dữ dội. Người ta lo sợ sẽ có các cuộc nổi dậy của thợ dệt đở thành phố này, như đã xảy ra ở Ulm năm 1516. Của cải nằm trong tay một số ít người và phần lớn dân số thành phố thuộc giai cấp nghèo khó. Ngoài ra, Hội đồng thành phố quy định nghiêm ngặt cuộc sống của những thường dân. Tất cả các lĩnh vực của đời sống công cộng và tư nhân đều được quy định. Ví dụ, chỉ những người có  ít nhất 50 Gulden bất động sản hay động sản hoặc bằng tiền mặt mới có thể kết hôn. Nếu ai đó có ít hơn, anh ta đã được cho là nghèo đói và bị cấm làm hôn thú. Ngoài ra chỉ có một số lượng hạn chế khách có thể được mời đến dự đám cưới.

### Tình trạng nhà thờ
Như trong toàn bộ đế chế, Giáo hội đã ở trong một trạng thái tâm linh ảm đạm. Trong số 5000 cư dân có 130 giáo sĩ vào khoảng năm 1500, bao gồm 52 giáo sĩ, 28 tu sĩ và 50 nữ tu, nhưng chỉ một vài người trong số họ được dùng trong chăm sóc mục vụ. Trong thời gian này, dân số lại trở lại sùng đạo sâu sắc. Họ chủ yếu tuân theo các quy định mà Giáo hội áp đặt lên họ. Toàn bộ cuộc sống đã bị ảnh hưởng nặng nề bởi tôn giáo. Tuy nhiên, mọi người cảm thấy kém được chăm sóc bởi các giáo sĩ. Chăm sóc mục vụ và các nhiệm vụ từ thiện sa sút đi nhiều, vì nhiều giáo sĩ đã không hoặc hoàn thành rất kém nhiệm vụ của họ. Ví dụ, những người được bổng lộc đã ủy thác việc chủ trì các buổi lễ cho các giáo sĩ được đào tạo kém, mà họ không thực hiện vào thời điểm dự định, nhưng vào những ngày khác. Hội đồng thành phố đã can thiệp vào các vấn đề của nhà thờ trước khi Cải cách. Tranh chấp của Hội đồng thành phố với các tu viện, đặc biệt là Tu viện Augustine và Tu viện Antonia đã củng cố xu hướng này. Tuy nhiên, các công dân đã quyên góp nhiều buổi lễ từ 1470 đến 1521 so với trước đó.

### Chức phẩm nhà thờ do dân đóng góp
Một phương tiện mới để đảm bảo sự chăm sóc mục vụ là chức phẩm nhà thờ do dân đóng góp. Vào thứ Sáu sau Maria Magdalena (ngày 22 tháng 7) năm 1479, gia đình Vöhlin đã đóng góp một chức phẩm cho Nhà thờ St. Martins. Người giữ chức phẩm này nên cử hành ít nhất hai buổi thánh lễ hàng tuần. Các buổi thánh lễ cũng phải được cử hành vào Chủ nhật và 21 ngày lễ được nêu tên. Người giữ chức phẩm cũng phải có bằng thạc sĩ. Tuy nhiên, địa vị này cũng cạnh tranh với các chức vụ giáo sĩ bình thường tại nhà thờ, nên cũng đưa tới các tranh chấp ở đây. Những người nắm giữ chức phẩm này, hay xem mình đứng ở một vị trí cao hơn đối với các giáo sĩ, do thường được đào tạo về mặt thần học tốt hơn các giáo sĩ. do đó, các giáo sĩ đã thấy mình mất dần ảnh hưởng với dân chúng. Ở Memmingen, nơi giáo sĩ chính của Giáo hội Giáo xứ St. Martin là từ Tu viện Antonius gần đó - nhà thờ được nhập vào tu viện - nên có thêm căng thẳng. Người đứng đầu tu viện đã nhiều lần bị cáo buộc không có khả năng vì ông hiếm khi có mặt ở thành phố và bỏ bê các hoạt động mục vụ của ông. Người giữ chức phẩm đầu tiên của Vöhlin, Dr. Jodokus Gay đã tranh cãi sớm với Hội đồng thành phố và Tu viện Antonius. Ông được coi là người tiên phong cho nhà cải cách Dr. Christoph Schappeler

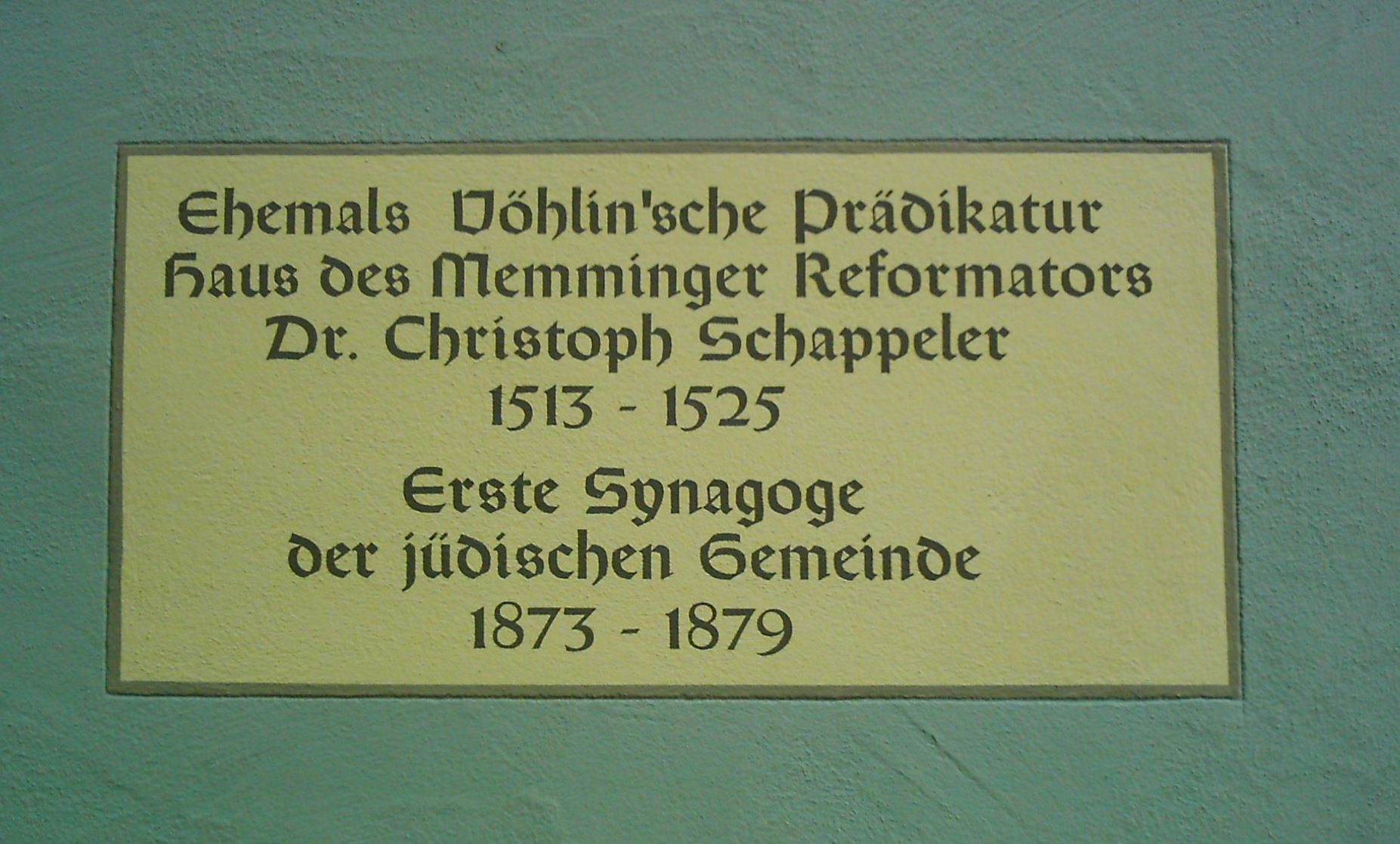
Die Gedenktafel an die Vöhlinsche Prädikatur am ehemaligen Wohnhaus der Inhaber der Prädikatur

Từ thời Trung cổ, dân chúng đã nhiều lần gây ảnh hưởng đến đời sống nhà thờ trong phạm vi thành phố. Hai nhà thờ giáo xứ lớn của St. Martin và Unser Frauen không được xây dựng bởi các tu viện tương ứng mà chúng được nhập vào, mà bởi người dân. Lời thề của thị trưởng cũng diễn ra vào ngày thề nguyện ở nhà thờ St. Martin. Dr. Jodokus Gay muốn thay đổi điều này và do đó đã viết thư cho Giám mục Augsburg năm 1507. Giám mục Heinrich IV. von Lichtenau, tuy nhiên, không quyết định và gửi một nghị thư cho Hoàng đế. Tuy nhiên, Gay bị đe dọa nhận lệnh trục xuất khỏi nhà thờ từ giáo hoàng và không được cử hành những buổi thánh lễ nữa. Hoàng đế Maximilian I. ra lệnh Gay từ bỏ đòi hỏi của mình. Tranh chấp này đã kéo dài cho đến khi Gay qua đời vào năm 1512. Ngay cả với người kế nhiệm, thành phố cũng vẫn có tranh chấp.
Cải cách đã xảy ra trong thời gian này. Đối với nhiều tín đồ, buổi thánh lễ đo lường là một buổi diễn xuất thiêng liêng không thể hiểu được mà tín đồ chỉ tham dự một cách thụ động, hoặc một sự kiện bí ẩn. Ngôn ngữ phụng vụ Latin không thể hiểu được đã làm cho nó khó hiểu hơn. Một xu hướng khác cũng muốn dành ảnh hưởng đến các vấn đề của nhà thờ.